# Rawal Jaisal
Jaisal Singh Bhati (1113 – 1168) è stato un maharaja indiano del XII secolo fondatore della città di Jaisalmer in Rajasthan.

## Biografia
Sesto in linea di successione di Rawal Deoraj Bhati, era il figlio maggiore di Rawal Dusaj di Deoraj (Deorawul), che aveva la sua capitale a Laudrava. Quando il padre nominò suo erede e successore il più giovane fratellastro Vijayraj Lanjha, questi nel salire al trono allontanò Jaisal dal suo regno.
Mentre si trovava sul colle Trikuta, una massiccia roccia triangolare elevata di oltre 75 metri rispetto alle sabbie che la circondavano, e pensava che sarebbe stato un luogo sicuro per una nuova capitale, Rawal Jaisal incontrò un saggio chiamato Eesul, che si trovava sulla roccia. Dopo aver appreso che Jaisal discendeva da Yaduvanshi, Eesul gli disse che, secondo l'antica mitologia, Krishna e Bhima erano stati in quel luogo per una cerimonia, in cui Krishna aveva profetizzato che un discendente del suo clan Yaduvanshi avrebbe, un giorno, fondato un regno lì. Eesul gli mostrò una sorgente che Krishna aveva creato e la sua profezia scolpita in una roccia. Questa roccia rimane ancora in un pozzo nel forte di Jaisalmer. Incoraggiato da questo incontro Jaisal trasferì la capitale in quel luogo e nel 1156 creò un forte di fango e lo chiamò Jaisalmer dal suo stesso nome.